# Senedj
Senedj (còn được gọi là Sened và Sethenes) là một vị vua Ai Cập, ông có thể đã cai trị dưới vương triều thứ hai. Tên của ông xuất hiện trong các danh sách vua dưới thời Ramses theo những cách viết khác nhau, trong khi Danh sách Vua Abydos sử dụng theo lối viết cổ, thì trong cuộn giấy Turin và danh sách vua Sakkara lại sử dụng ký tự tượng hình là biểu tượng của một con ngỗng quẹo đầu. Thời gian ông trị vì cũng chưa được xác định một cách chắc chắn. Cuộn giấy cói Turin ghi lại rằng ông đã cai trị tới 70 năm, trong khi Manetho ghi rằng Séthenes chỉ cai trị có 41 năm. Các nhà sử học hiện đại xác định thời gian ông trị vì là từ 2773-2753 TCN.